# 寬頻論壇
寬頻論壇（2008年6月17日前作DSL論壇）是由全球約200多個分屬電信、資訊科技產業的公司組成的跨國組織。會員包含有線服務業者、寬頻設備業者、諮詢機構、獨立的測試實驗室（independent testing labs，ITLs）等。
寬頻論壇成立於1994年，並且為寬頻市場的公司之交流平台。其主要目的是來建立有關數位用戶迴路（DSL）通訊產品（如傳輸）的新標準，如ADSL、SHDSL、VDSL、ADSL2+、VDSL2等。
寬頻論壇自2004年起，擴展其組織內有關最後一哩的技術工作，包含光纖等。

## 外部連結
- Official website of the Broadband Forum （页面存档备份，存于）